# 米爾內桑德 (新墨西哥州)
米爾內桑德（英語：Milnesand）是位於美國新墨西哥州羅斯福縣的非建制地區。

## 歷史
米爾內桑德的郵局自1915年營運至今。

## 地理
米爾內桑德所處的海拔為高於海平面1277米（即4190英呎），而該地所採用的時區為UTC-7，即北美山地时区（MST）。同時該地設有夏令時間，為UTC-7調快一小時，即UTC-6（MDT）。